# Třída Bangaram
Třída Bangaram je třída rychlých hlídkových lodí indického námořnictva. Tvoří ji celkem čtyři jednotky, které jsou ve službě od roku 2006. Jejich úkolem je ochrana zájmů Indie v její námořní výlučné ekonomické zóně. Nasadit je lze též k pronásledování rychlých plavidel, např. pašeráckých člunů.

## Stavba
Čtyři jednotky této třídy postavila indická loděnice Garden Reach Shipbuilders & Engineers (GRSE) v Kalkatě.
Jednotky třídy Bangaram:
| Jméno                 | Spuštěna | Vstup do služby   | Status  |
| --------------------- | -------- | ----------------- | ------- |
| INS Bangaram (T 65)   | 2004     | 10. února 2006    | aktivní |
| INS Bitra (T 66)      | 2004     | 28. března 2006   | aktivní |
| INS Batti Malv (T 67) | 2005     | 31. července 2006 | aktivní |
| INS Baratang (T 68)   | 2005     | 12. září 2006     | aktivní |

## Konstrukce

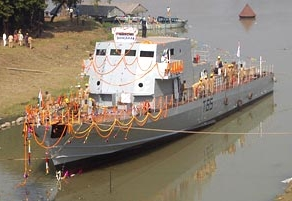
INS Bangaram (T 65)

Navigační radar je typu Bharat 1245. Hlavní výzbroj tvoří jeden 30mm kanón CRN-91 s dostřelem 4 km ve věži na přídi. Doplňují ho dva 7,6mm kulomety. Pohonný systém tvoří tři diesely MTU 16V 4000 M90, pohánějící tři lodní šrouby. Nejvyšší rychlost dosahuje 35 uzlů. Dosah je 2000 námořních mil při rychlosti 12 uzlů.